# Ricote
Ricote ist ein südspanischer Ort und eine aus dem Hauptort und etwa einem Dutzend Weilern (aldeas) bestehende Gemeinde (municipio) mit 1.212 Einwohnern (Stand: 2024) im Zentrum der Provinz Murcia in der gleichnamigen autonomen Region Murcia. 

## Lage
Der Ort Ricote liegt im Westen des Valle de Ricote ungefähr 50 km (Fahrtstrecke) nordwestlich der Stadt Murcia in einer Höhe von ca. 290 bis 300 m ü. d. M. Das Klima im Winter ist gemäßigt, im Sommer dagegen warm bis heiß; die geringen Niederschlagsmengen (ca. 335 mm/Jahr) fallen – mit Ausnahme der nahezu regenlosen Sommermonate – verteilt übers ganze Jahr.

## Bevölkerungsentwicklung
| Jahr      | 1877  | 1900  | 1950  | 2000  | 2016  |
| Einwohner | 1.594 | 2.597 | 2.915 | 1.582 | 1.332 |

Die kontinuierliche Bevölkerungsrückgang seit der zweiten Hälfte des 20. Jahrhunderts ist im Wesentlichen auf die Mechanisierung der Landwirtschaft und den damit einhergehenden Verlust von Arbeitsplätzen zurückzuführen.

## Wirtschaft
Ricote liegt im gleichnamigen Tal in der agrarisch genutzten Kernzone der Provinz Murcia – es wurden Getreide, Weinreben sowie Oliven- und Obstbäume aller Art angepflanzt; Gemüse stammte aus den Hausgärten. Heute werden hauptsächlich Pfirsiche und Oliven geerntet. Im Ort selbst haben sich Kleinhändler, Handwerker und Dienstleistungsbetriebe aller Art angesiedelt. Es gibt mehrere Ferienhäuser (casas rurales).

## Geschichte

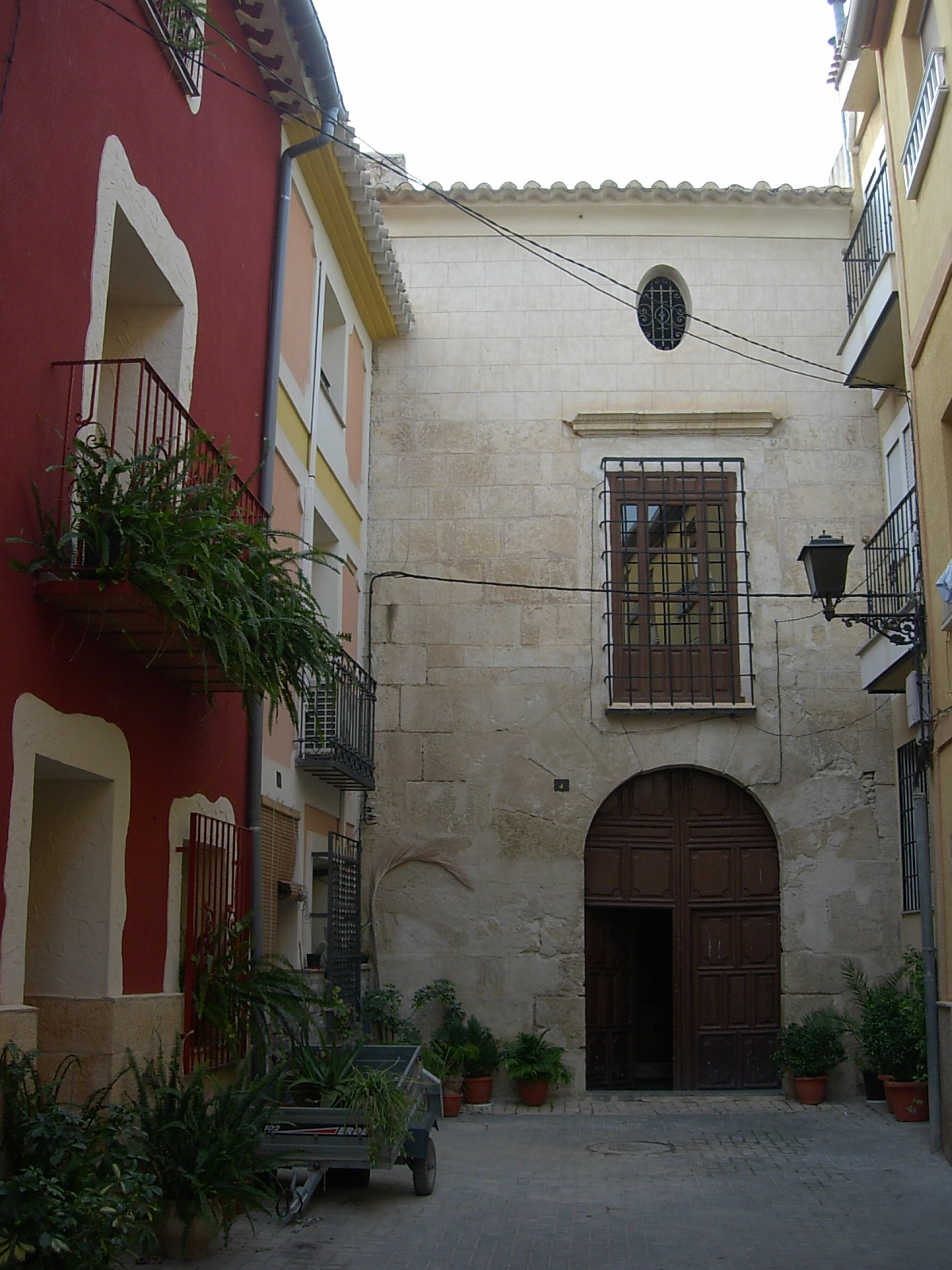
Casa de la Encomienda de Santiago

Die ältesten Fundstücke, die die Anwesenheit des Menschen in der Region bezeugen, werden in die Jungsteinzeit (um 3500 v. Chr.) datiert. Iberische, karthagische, römische, westgotische oder byzantinische Kleinfunde wurden bislang nicht gemacht. In den Jahren nach 711 wurde die Gegend von den Mauren überrannt; um das Jahr 825 existierte bereits eine Festung (Castillo de los Peñascales). Aus dieser Zeit ist der Ortsname Rikut überliefert. Nach dem Ende des Kalifats von Córdoba entstand das Taifa-Königreich Murcia, das nach der Rückeroberung (reconquista) der Region durch kastilisch Truppen unter Alfons X. im Jahr 1243 in ein christliches Königreich umgewandelt wurde, welches jedoch eng mit der Krone von Kastilien verflochten war. Die Region des Valle de Ricote wurde dem Santiago-Ritterorden übergeben, doch in den Jahren 1296 bis 1304 kam sie vorübergehend unter aragonesische Herrschaft und im Jahr 1477 kurzzeitig unter die Herrschaft der Nasriden von Granada. Zu Beginn des 16. Jahrhunderts verließen viele Mauren (moriscos) das Land; andere blieben und wurden erst zu Beginn des 17. Jahrhunderts durch Erlasse Philipps III. bzw. seines Ersten Ministers, des Herzogs von Lerma, des Landes verwiesen, was negative demographische und wirtschaftliche Folgen für die Region hatte.

## Sehenswürdigkeiten
- Von der ehemaligen maurischen Festung (hisn) sind nur noch spärliche Reste zu sehen.[7]
- Die basilikale Iglesia de San Sebastián entstammt dem beginnenden 18. Jahrhundert; ein über einer ehemaligen Moschee errichteter Vorgängerbau musste dafür weichen. Die aus Natursteinen bestehende Portalzone der Kirche ist umgeben von einem Ziegelsteinmauerwerk.[8]
- Die Casa de la Encomienda de Santiago liegt versteckt am Ende einer Seitengasse; es war der lokale Sitz des Santiagoordens. Ihr Inneres beherbergt unter anderem eine Kapelle. Das Archiv des Ordens wurde in den 1930er Jahren vernichtet.[9]
- Der Palacio de Llamas wurde im Jahr 1702 fertiggestellt. Die symmetrisch angelegte barocke Fassade zeigt ein Mittelportal mit Balkon und zwei gleich hohe, aber vergitterte seitliche Fensterfronten. Bis auf die Ecksteine ist der Rest des Bauwerks verputzt und weiß getüncht. Das Bauwerk dient heute als Rathaus (ayuntamiento) und so kann auch das Erdgeschoss des Treppenhauses normalerweise betreten werden.[10]